# Стрелецкие Хутора
Стреле́цкие Хутора́ — село в Усманском районе Липецкой области, входит в состав Пригородного сельсовета.

## Этимология
Село было населено выходцами из Стрелецкой слободы города Усмани, почти на границе с которым расположено. Это обстоятельство и способствовало появлению названия.

## География
Село расположено на Усманском шоссе у железнодорожной линии Грязи — Воронеж. Рядом проходит Татарский вал.
В районе Стрелецких Хуторов расположен исток одного из притоков реки Излегоща.

## Население
| 2010 | 2011  |
| ---- | ----- |
| 1477 | →1477 |

## Известные уроженцы
- Телегин, Григорий Георгиевич (1914—1944) — советский военнослужащий, капитан, Герой Советского Союза.